# Генцков
Генцков (нем. Genzkow) — община в Германии, в земле Мекленбург-Передняя Померания.
Входит в состав района Мекленбург-Штрелиц. Подчиняется управлению Фридланд.  Население составляет 142 человека (на 31 декабря 2010 года). Занимает площадь 9,08 км².